# Михайловка (Аскінський район)
Миха́йловка (рос. Михайловка, башк. Михайловка) — село (у минулому присілок) у складі Аскінського району Башкортостану, Росія. Входить до складу Казанчинської сільської ради.
Населення — 21 особа (2010; 33 у 2002).
Національний склад:
- росіяни — 97 %